# Intrusion (film, 2019)
Pour les articles homonymes, voir Intrusion et Intruders.
Pour plus de détails, voir Fiche technique et Distribution.
Intrusion (The Intruder) ou L’Intrus au Québec est un thriller psychologique américain réalisé par Deon Taylor, sorti en 2019 aux États-Unis. 

## Synopsis
Annie et Scott Russell achètent la propriété familiale de Charlie Peck. Celui-ci était censé aller en Floride pour rejoindre sa fille. Mais Charlie a beaucoup de mal à quitter son ancienne maison...

## Fiche technique
- Titre français : Intrusion
- Titre original : The Intruder
- Titre québécois : L'Intrus
- Réalisation : Deon Taylor
- Scénario : David Loughery
- Photographie : Daniel Pearl
- Montage : Melissa Kent
- Musique : Geoff Zanelli
- Décors : Ingrid Burgstaller
- Costumes : Seth Chernoff
- Producteurs : Roxanne Avent, Brad Kaplan, Jonathan Schwartz et Deon Taylor
- Sociétés de production : Screen Gems/Sony Pictures Entertainment, Hidden Empire Film Group, Primary Wave Entertainment
- Société de distribution : Sony Pictures
- Pays de production :  États-Unis
- Langue originale : anglais
- Format : couleur
- Genre : thriller
- Durée : 1h 42 minutes
- Dates de sortie : 
  - États-Unis : 3 mai 2019
  - France : 25 janvier 2020 en VOD (CanalVOD)

## Distribution
- Dennis Quaid : Charlie Peck
- Michael Ealy : Scott Russell
- Meagan Good : Annie Russell
- Joseph Sikora : Mike

## Box-office
Sorti le 3 mai 2019 aux États-Unis, le film effectue un très bon démarrage en récoltant 11 millions de dollars lors de son premier week-end d'exploitation (pour un budget d'environ 8 millions). Au bout d'un mois, le film totalise environ 36 millions de dollars de recettes, joli résultat pour Sony Pictures qui distribue le film.